# الاستقطاب في علم الفلك
الاستقطاب هو ظاهرة مهمة في علم الفلك.

## النجوم
لوحظ لأول مرة استقطاب النجوم من قبل الفلكيين ويليام هيلتنر وجون هول في عام 1949. طور جيسي جرينشتاين وليفريت ديفيس جونيور بعد ذلك نظريات تسمح باستخدام بيانات الاستقطاب لتتبع المجالات المغناطيسية بين النجوم. إن انتشار الغبار الكوني يمكن أن يفرض الاستقطاب على ضوء النجوم على مسافات طويلة، وذلك على الرغم من عدم استقطاب الإشعاع الحراري المتكامل للنجوم بشكل ملحوظ عادة عند المصدر. يمكن أن يحدث الاستقطاب الصافي عند المصدر إذا كان المجال الضوئي نفسه غير متماثل بسبب استقطاب الأطراف.

## الشمس
قاس العلماء كل من الاستقطاب الدائري والخطي لأشعة الشمس. يرجع الاستقطاب الدائري بشكل أساسي إلى تأثيرات الانبعاث والامتصاص في المناطق المغناطيسية بشدة من سطح الشمس. هناك آلية أخرى تؤدي إلى الاستقطاب الدائري وتسمى «آلية المحاذاة إلى الاتجاه». عادة ما يتشكل الاستقطاب الخطي في الخطوط الطيفية من خلال انتشار متباين الخواص من الفوتونات على الذرات والأيونات التي يمكن أن تستقطب نفسها بواسطة هذا التفاعل. غالبًا ما يطلق على طيف الشمس المستقطب خطيًا بالطيف الشمسي الثاني. يمكن تعديل الاستقطاب الذري في الحقول المغناطيسية الضعيفة بواسطة تأثير هانل. يُعدل استقطاب الفوتونات المبعثرة أيضًا نتيجة لذلك لتوفير أداة تشخيص لفهم المجالات المغناطيسية النجمية.